# Mont Longonot
Le mont Longonot, en anglais Mount Longonot, aussi appelé Ol Longot ou Olonongot, est un stratovolcan du Kenya situé au sud-est du lac Naivasha, dans la vallée du Grand Rift. Couronné par une caldeira de douze kilomètres de longueur sur huit de largeur, il culmine à 2 776 mètres d'altitude. Sa dernière éruption remonte aux environs de 1863. Le volcan est éponyme du parc national du mont Longonot couvrant ses pentes.

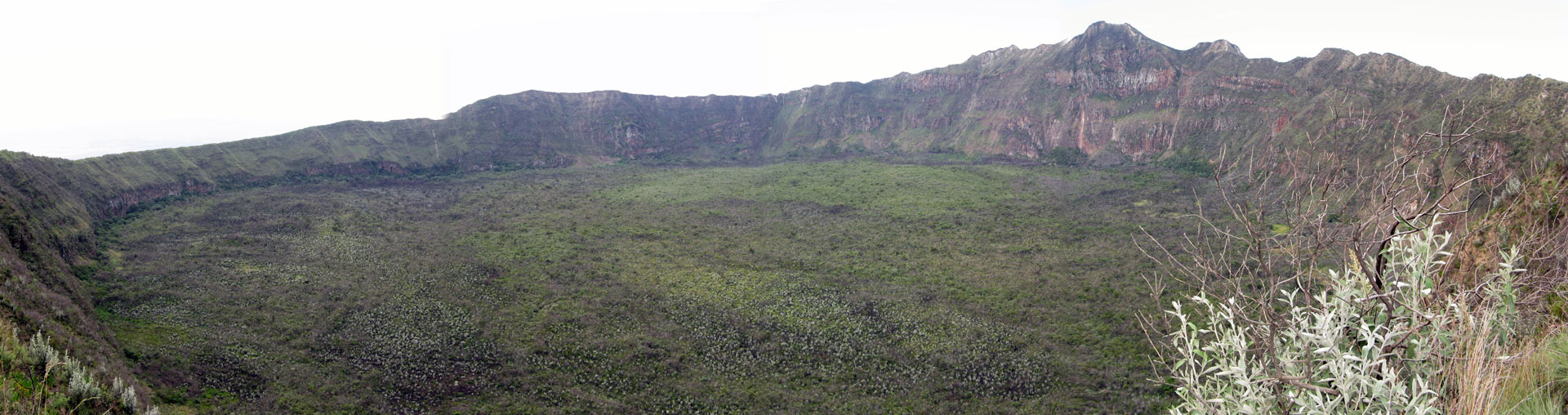
Vue panoramique de la caldeira du mont Longonot.

## Tourisme

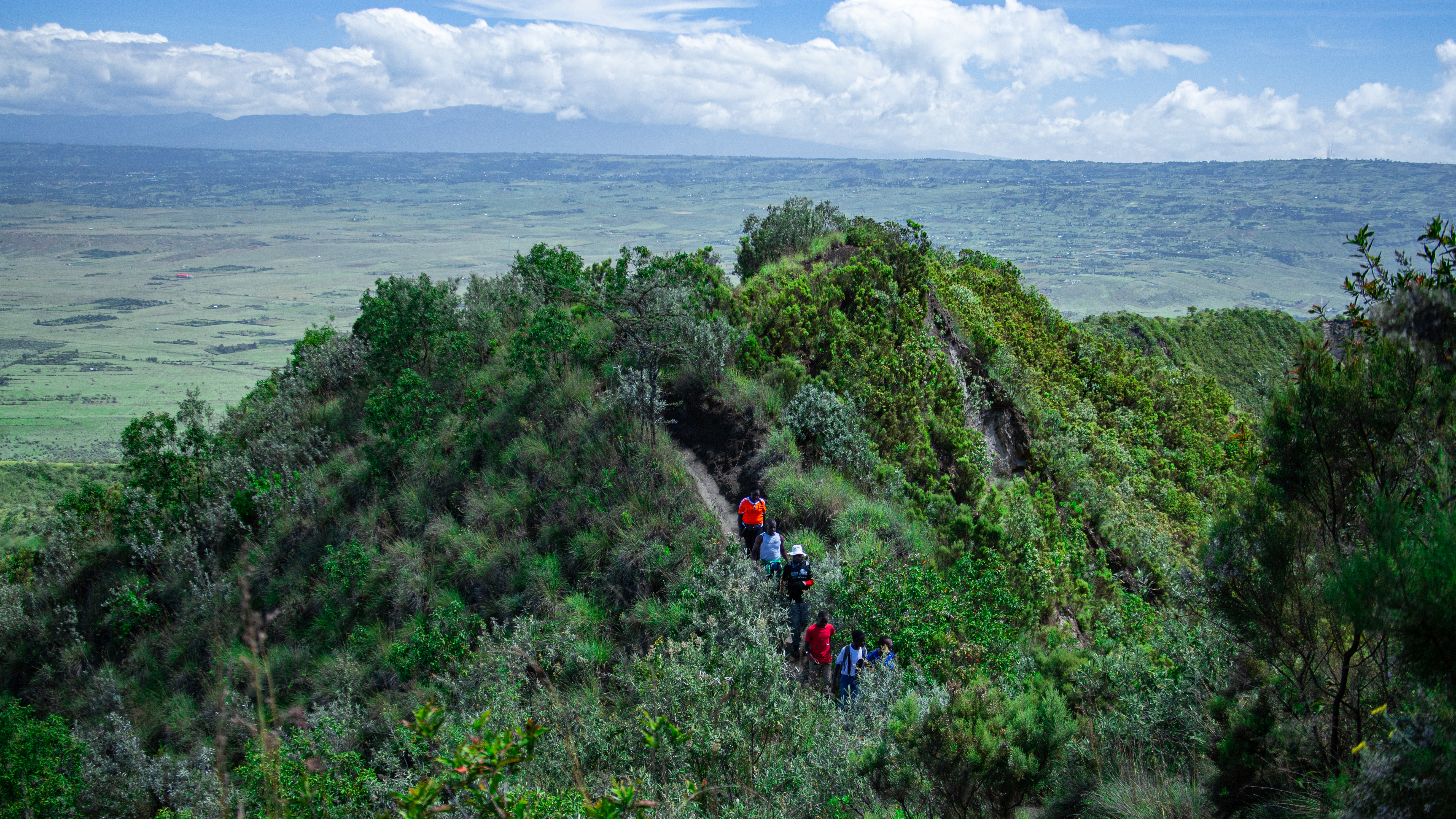
Randonnée autour du cratère.